# Герб Виноградівського району
Герб Виногрáдівського райо́ну — офіційний символ Виноградівського району Закарпатської області затверджений рішенням сесії районної ради 10 липня 2007 року.

## Опис
Герб являє собою щит, облямований бордюром золотого кольору і прикрашений 23 золотими жолудями. 
Щит поділений на чотири поля. 
У першому полі срібного кольору розміщено зелене гроно винограду зі стеблом та двома зеленими листками. 
У другому полі синього кольору — впоперек поля повернута вправо риба срібного кольору. 
У третьому полі синього кольору — золотий жолудь із стеблом та двома листками зеленого кольору. 
У четвертому полі срібного кольору — впоперек поля вправо повернутий чорний рак річки Батар. 
У центрі герба на малому щиті червоного кольору зображений золотий лев, який крокує вправо з піднятим угору хвостом і вистромленим із пащі язиком, — елемент із родинного герба баронів Перені.
Над гербовим щитом розміщені срібна геральдична лілія і дві червоні троянди із золотою серединкою та п’ятьма зеленими листочками.